# Marco Farfan
Marco Farfan (Portland, 12 novembre 1998) è un calciatore statunitense, difensore del Tigres UANL.

## Caratteristiche tecniche
È un terzino sinistro.

## Carriera
Cresciuto nel settore giovanile dei Portland Timbers, ha debuttato in prima squadra il 13 marzo 2017 disputando l'incontro di MLS vinto 1-0 contro il LA Galaxy.